# إيملي جاكسون
إيملي جاكسون (بالإنجليزية: Emily Jackson)‏ هي عالمة قانونية بريطانية، ولدت في 28 ديسمبر 1966.